# Флёрынка
Флёры́нка (также Флоринка, пол. Florynka, укр. Фльоринка) — село в Польше, в гмине Грыбув Новосонченского повята Малопольского воеводства.
Основано в 1574 году Клеменсом Воргачем. В период средневековья собственность краковской епархии, подчиняясь администрации города Мушина, принадлежащего костёлу. В конце XIX века насчитывалось 3025 жителей.
В 1918—1920 годах — столица Русской народной республики лемков.
В 1975—1998 годах село входило в состав Новосонченского воеводства.
В селе находится военное кладбище № 126, на котором покоятся немецкие и венгерские солдаты, погибшие во время Первой мировой войны. Согласно традиции, в братской могиле похоронены воины венгерских 2-го гонведского полка и 30-го пехотного гонведского полка.